# 皮爾傑 (內布拉斯加州)
皮爾傑（英語：Pilger）是位於美國內布拉斯加州斯坦頓縣的村。

## 人口
根據2020年美國人口普查的數據，皮爾傑的面積為0.76平方千米，皆為陸地。當地共有人口240人，而人口密度為每平方千米316人。